# Шестаков, Андрей Васильевич
Андрей Васильевич Шестаков (12 (24) октября 1877 года, Соломбала, Архангельск — 29 июня 1941, Москва) — советский историк, специалист по аграрной истории России. Профессор (1935), доктор исторических наук (1937), член-корреспондент АН СССР (28.01.1939, история).

## Биография

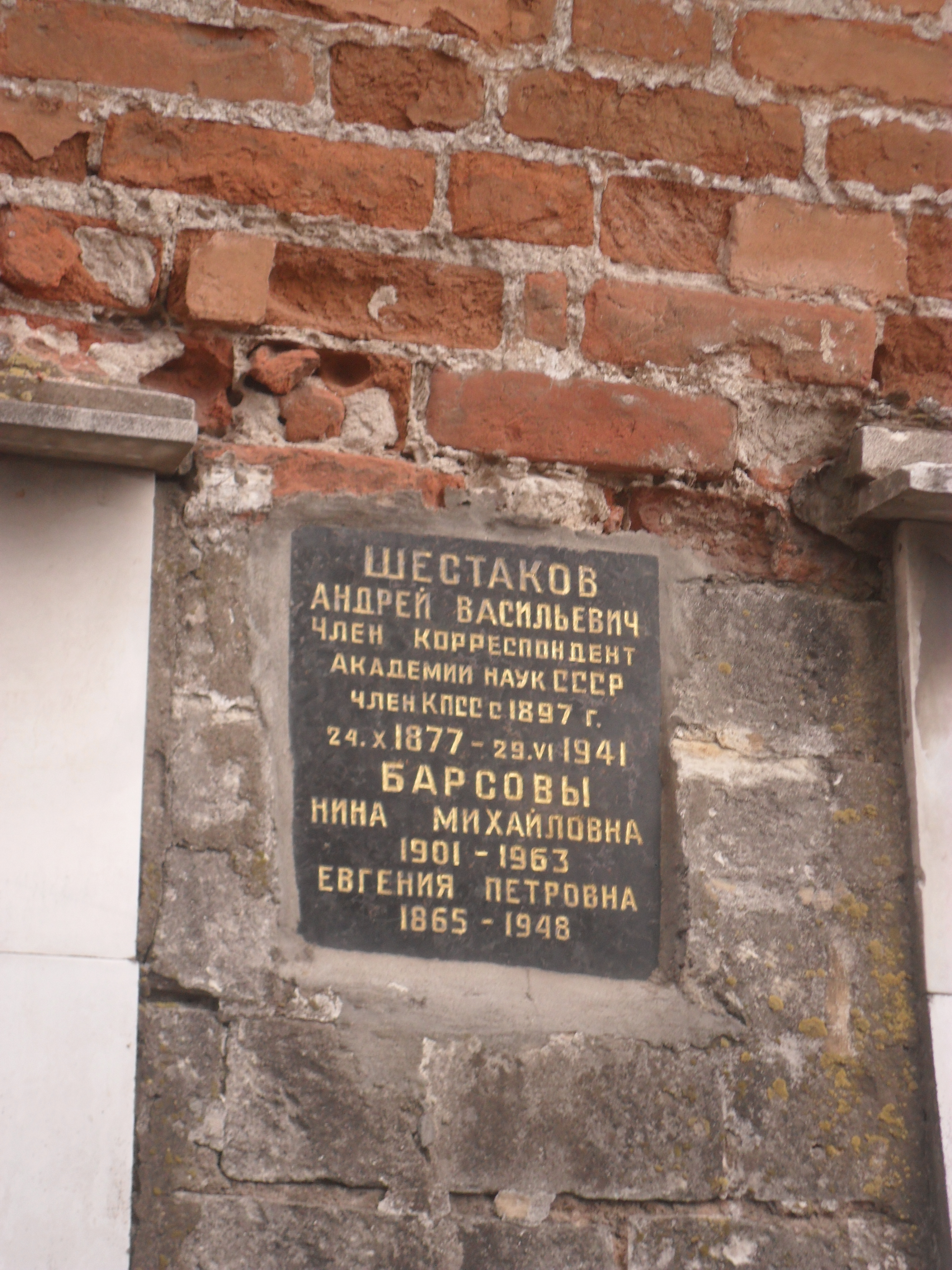
Плита колумбария Шестакова на Новодевичьем кладбище Москвы.

Окончил 5-ти классную школу (1889) в Архангельске, затем — заводской рабочий.
В 1897 г. вступил в один из рабочих кружков. Учился в 1897—1898 годах на Пречистенских рабочих курсах в Москве, где в 1898 г. был арестован, не окончив курса.
С 1898 в революционном движении. В 1903 вступил в РСДРП, большевик.
Один из создателей первой социал-демократической организации в Донбассе, Московской окружной организации большевиков; руководитель Одесской стачки (1903); участник съезда Крестьянского союза (1905), съезда партийных большевистских организаций, работающих в деревне (Казань, 1905).
В декабре 1905 один из руководителей вооружённого восстания на Московско-Казанской железной дороге (партийный псевдоним Никодим), член МК РСДРП.
В 1906—13 работал преимущественно в профсоюзах. В 1913—14 эмигрировал за границу.
В 1918—1921 на партийной и советской работе в Москве, Воронеже, Рязани (1921).
В 1922 работал в Главполитпросвете, с того же года преподавал в Московской губернской партшколе.
После окончания Института красной профессуры в 1924 году, куда поступил в 1921 году, — заведующий кафедрами истории СССР в Коммунистическом университете трудящихся Востока (1924), этнологического факультета 1-го МГУ (1924—1928), 2-го МГУ (1924—1939, с 1930 — в МГПИ им. В. И. Ленина), кафедрой Воронежского государственного университета (1928—1929). Преподавал также в Институте национальностей СССР, ИКП, ВПА им. Ленина.
Был редактором многочисленных газет, общих и специальных журналов, первым редактором первого исторического журнала «Историк-марксист» (1926). За время пребывания Шестакова на посту ответственного редактора (1926−30) было выпущено 16 номеров. Был одним из организаторов и руководителей Общества историков-марксистов.
В 1930 г. был избран действительным членом Коммунистической академии при ЦИК СССР.
В 1930—1935 гг. заместитель директора по научной части, исполняющий обязанности директора Музея революции СССР.
В 1935 г. Комитетом по ученым и учебным учреждениям был утвержден действительным членом Института национальностей с присвоением звания профессора.
В 1937 году Всесоюзный комитет по делам высшей школы присвоил ему учёную степень доктора ист. наук.
В 1939 г. заведующий сектором истории СССР XIX—XX вв., в 1939—1941 гг. старший научный сотрудник Института истории АН СССР.
Основные труды посвящены преимущественно аграрной истории России 1861—1917. С весны 1936 года по лето 1937 года коллектив авторов во главе с Шестаковым работал над учебником «Краткий курс истории СССР», который вышел осенью 1937 года. В конце июня 1937 года Шестаков решил представить учебник Сталину, который убрал из текста акцент на своих личных заслугах в реализации первой пятилетки. Сталин также исключил из учебника слова о том, что СССР вступил в социализм в конце первой пятилетки. Отмечают, что более всего Шестаков известен именно как автор этого учебника, который признавал лучшим сам Сталин.